# Béla (cràter)
|  | No s'ha de confondre amb Biela (cràter). |

El cràter Béla és una petita depressió situada a la cara visible de la Lluna, a l'extrem sud de la Rima Hadley. Al costat del cràter es troben altres formacions similars: Carlos (al nord), Jomo (al sud) i Taizo (a l'oest).

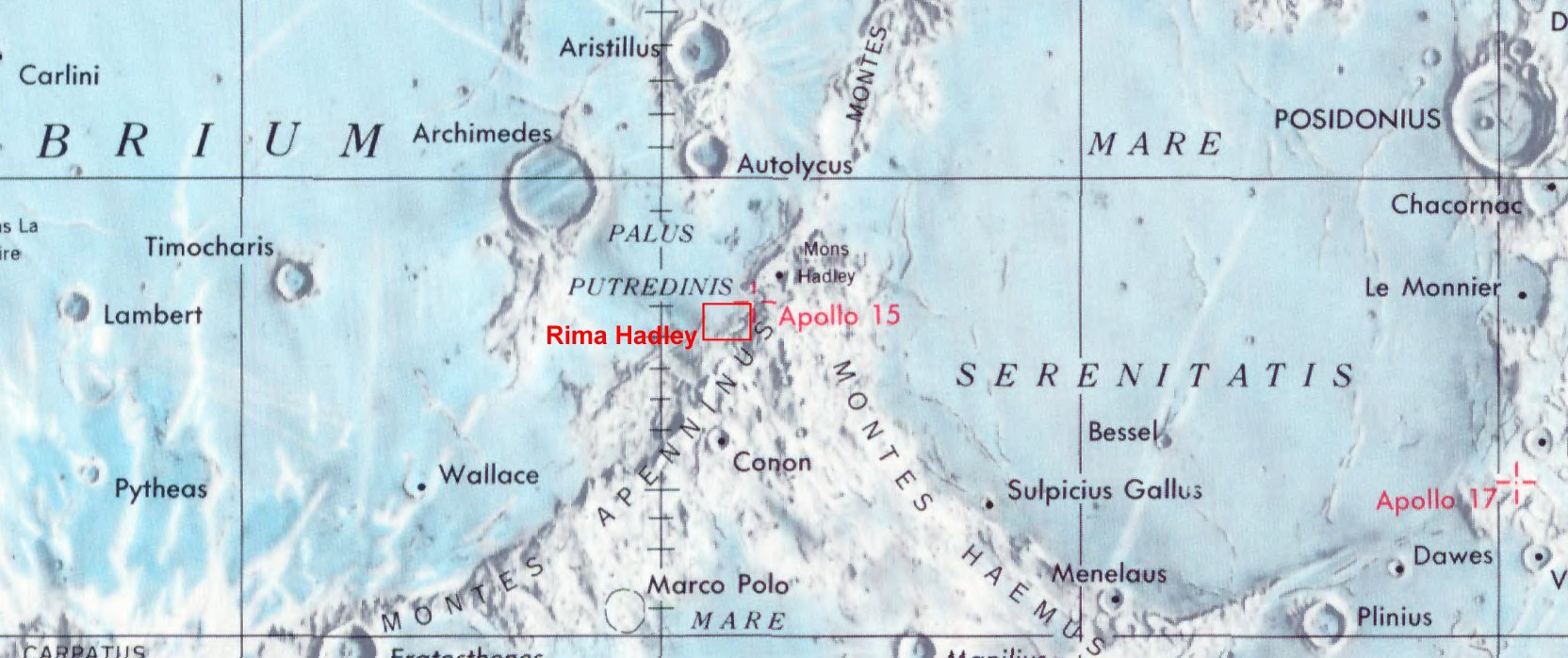
Localització de Béla (centre de la imatge)
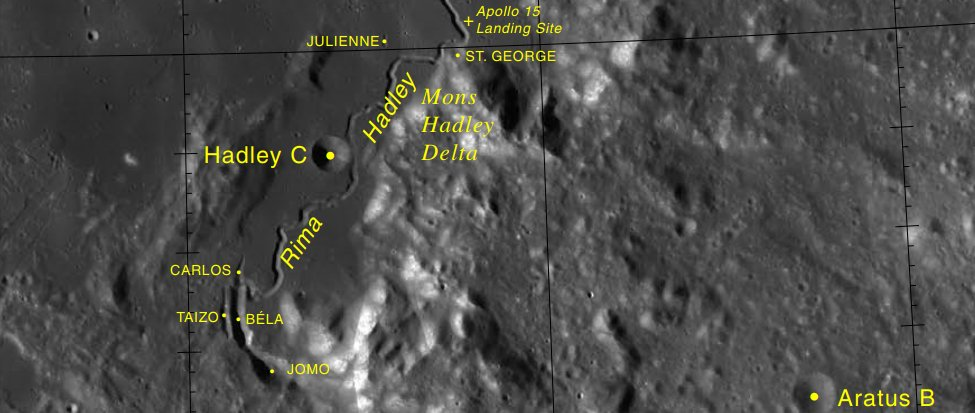
Rodalies de Béla

Té una forma allargada, amb unes dimensions d'aproximadament 10 × 2 km. La seva naturalesa no està completament clara. És possible que el cràter Béla, juntament amb els seus veïns enumerats anteriorment, sigui només un segment corb d'una estructura circular més gran.

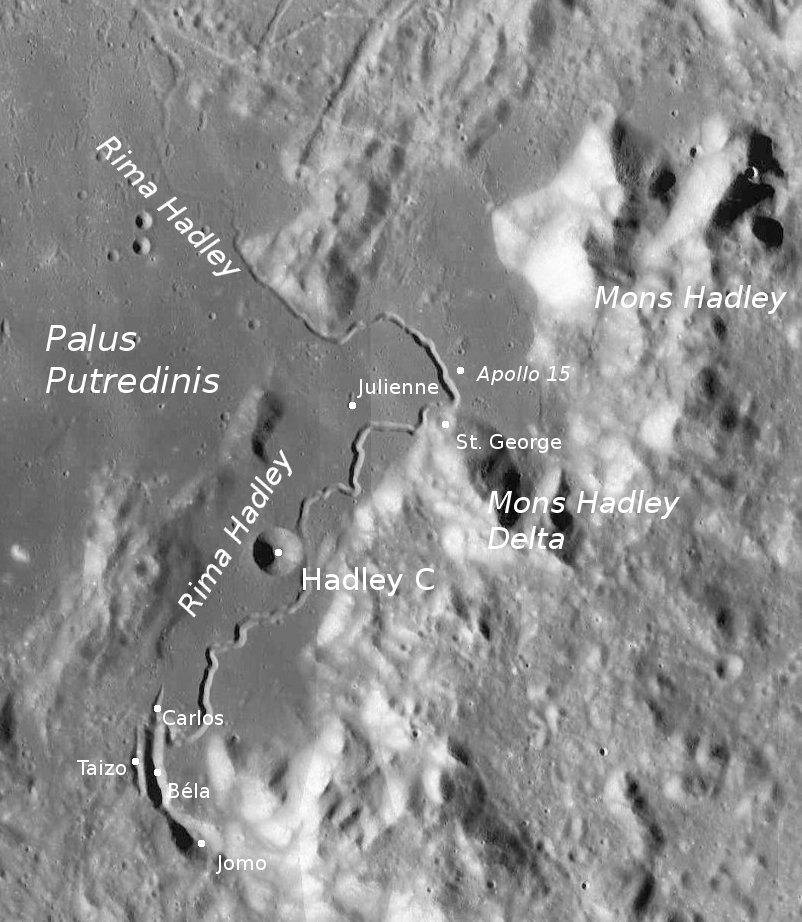
Rima Hadley, junt a Béla (imatge de la missió LRO)
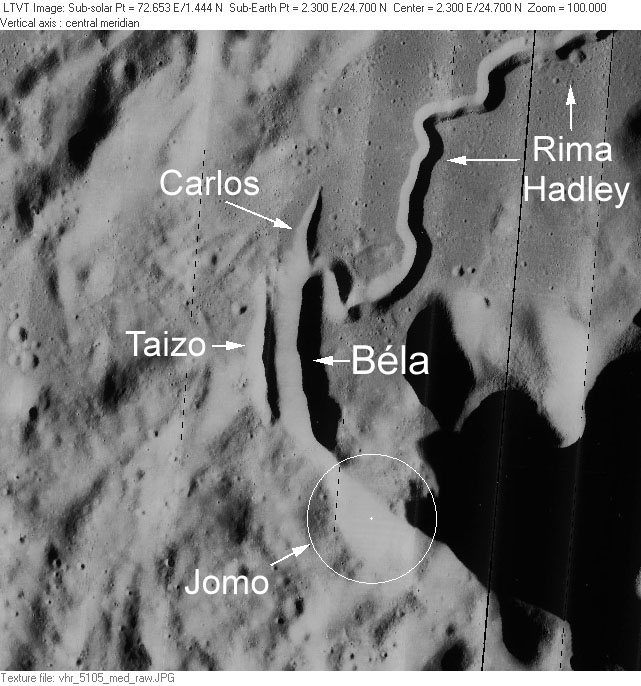
Cràter Béla

Quatre dels cràters propers a la Rima Hadley posseeixen noms oficials, que procedeixen d'anotacions originals no oficials utilitzades en el full 41B4 / S31 de la sèrie de mapes de la Lunar Topophotomap de la NASA. La designació va ser adoptada per la UAI en 1976.